# Сербско-косовский кризис (2022—2025)
Се́рбско-ко́совский кри́зис (серб. Српско-косовска криза, алб. Kriza serbo-kosovare) — обострение ситуации между Сербией и Косово, формально из-за истечения 1 августа 2022 года 11-летнего срока действия документов на автомобили.

## Предыстория
22 сентября 1991 года в условиях острого кризиса, охватившего СФРЮ, Демократическая лига Косово(возглавляемая Ибрагимом Ругова организация, представлявшая интересы большинства косовских албанцев и признанная югославскими властями незаконной) провозгласила независимость Республики Косово. 22 октября 1991 года независимость Республики Косово признала Албания, ставшая единственной страной, которая это сделала. В результате вялотекущих боевых действий между Армией Югославии и террористической организацией Армия освобождения Косово, резко обострившихся в 1999 году и привёдших к вмешательству в конфликт НАТО, югославские войска были вынуждены очистить Косово, де-юре перешедшее под протекторат ООН, а де-факто — под контроль местных сепаратистских сил. В 2008 году контролируемый ими парламент Республики Косово заявил о независимости от Сербии, которая это не признала, считая, что Косово является её частью под названием Автономный край Косово и Метохия.
В 2011 году было заключено соглашение между Сербией и Косово по использованию северянами Косово нейтральных документов и номерных знаков, которые теряют свою силу 1 августа 2022 года. После этого граждане Сербии, въезжающие на территорию республики, получат временные косовские документы о переезде через границу, а сербские будут недействительными.
Сербия не признает независимость Косово и не считает возможным для Косово устанавливать правила по регистрации автомобилей. Большинство стран Европейского союза, а также 98 стран мира признают Косово, в то время как Россия, Китай и ещё 95 стран — участников ООН не признают. Премьер-министр Косово Альбин Курти заявил, что республика подаст заявку на членство в Европейском союзе к концу 2022 года.

## Ход событий

### 2022

#### 31 июля
31 июля армия Сербии была приведена в состояние повышенной боевой готовности, а сербское население на севере Косово начало строить баррикады. Силы Косово под руководством НАТО направили войска для патрулирования улиц. В то же время спецназ Косово закрыл границу. Глава сербского МИД Никола Селакович заявил, что Косово «буквально готовит ад в ближайшие дни» для сербов, которые проживают в Косово. Член Сербской прогрессивной партии Владимир Джуканович заявил, что необходимо «денацифицировать Балканы». По данным сербской газеты «Данас», на севере частично признанной Республики Косово включились сирены воздушной тревоги (в населенных пунктах Косовско-Митровица, Зубин-Поток, Метохия).
Министерство обороны Сербии заявило: «В связи с большим количеством дезинформации, которую в эфир намеренно вбрасывает администрация в Приштине и которая распространяется через ложные аккаунты в социальных сетях и отдельные сайты, где указано, что якобы произошли какие-то столкновения армии Сербии и так называемой косовской полиции, Министерство обороны сообщает, что армия Сербии не пересекала административную линию и никоим образом не входила на территорию Косово и Метохии». Президент Сербии Александр Вучич отметил, что его страна «никогда не была в более сложной ситуации [по Косово], чем сегодня».
По предварительным данным, у сербского города Нови-Пазар были слышны выстрелы из автоматического оружия. Сербия заявила о первом раненом на КПП Яринья, но Косово эту информацию отрицает.
Министерство иностранных дел Украины заявило, что не рекомендует гражданам Украины посещать южные районы Сербии[значимость факта?].

#### 1 августа
1 августа после переговоров с представителями США и ЕС власти Косово временно отложили запрет на сербские документы до 1 сентября.
Глава дипломатии ЕС Жозеп Боррель приветствовал решение Приштины о переносе принятия законопроекта о непризнании сербских документов.

#### Ноябрь
В Косово с 1 ноября начали выдавать предупреждения водителям, которые используют сербские номера, а не местные. В конце октября власти Косово отказались отложить обязательную перерегистрацию автомобилей с сербскими номерами. Владельцев авто с такими номерами, согласно запрету, должны штрафовать.
Делегации снова встретились 21 ноября для переговоров. В этот же день президент Сербии Александр Вучич заявлял, что ситуация на севере Косово находится на грани военного столкновения, а власти Косово отправили полицейский спецназ на север региона.
22 ноября по просьбе США в Косово на 48 часов отложили решение по штрафам за сербские номера, и на следующий день делегации встретились в Брюсселе повторно.
24 ноября Сербия и Косово заключили соглашение по вопросу автомобильных номеров. Сербия не будет выдавать номерные знаки с названиями городов Косово, а Приштина «прекратит дальнейшие действия, связанные с перерегистрацией транспортных средств» в Косово и санкций в отношении тех, кто этого не сделает.

#### Декабрь
8 декабря от 200 до 300 бойцов спецназа полиции Косово на бронетехнике вошли в населённый сербами север Косово и Метохии.
11 декабря президент Сербии Вучич созвал экстренное заседание Совбеза из-за обострения конфликта. Премьер-министр Косово Альбин Курти сообщил об операции, в ходе которой спецподразделения косовской полиции будут использовать все возможные средства для демонтажа возведенных сербами баррикад на севере региона.
15 декабря Альбин Курти сообщил о подаче заявки на вступление Косово в Европейский Союз, что угрожает безопасности Сербии.
25 декабря неизвестные открыли стрельбу на границе в населённом пункте Зубин-Поток.
26 декабря власти Косова привели в полную боеготовность свои вооружённые силы. По их словам, это сделано для того, чтобы провести операцию по ликвидации баррикад, возведенных сербами на севере Косова и Метохии. Следом вооружённые силы Сербии приведены в боевую готовность по приказу президента. Как заявил министр внутренних дел Сербии Братислав Гашич, подразделения ведомства будут переданы под командование главы Генштаба и «займут обозначенные позиции».

### 2023

#### Январь
6 января албанец открыл стрельбу по двум сербам около посёлка Готовуша, в Косово. Один, несовершеннолетний, лет 11, получил ранение в руку, а его совершеннолетний, двоюродный брат получил ранение в плечо. Очевидцы сообщили, что полиция не стала задерживать автомобиль, из которого вёлся огонь..
20 января в Белграде состоялись переговоры с представителями ЕС, США, Франции, Германии и Италии. В основу перезапуска урегулирования вопроса с Косово легла так называемая «франко-германская платформа», состоящая из десяти пунктов и подразумевающая достижение окончательного и всеобъемлющего договора Сербии и Косово.

#### Май
Утром, 26 мая косовский спецназ пытался штурмовать сербские административные здания в муниципалитетах Лепосавич, Зубин-Поток и Звечан. Сербы начали строить баррикады. Александр Вучич привёл армию в повышенную готовность и сконцентрировал подразделения на юге Сербии.

#### Сентябрь
В селе Баньска на севере Косово произошла перестрелка. Албанцы утверждают, что атаковавшими были сербские профессиональные и полицейские силы, проникшие на территорию Косово. Они затем укрылись в монастыре Баньска, но косовская полиция убила троих и задержала шестерых из них.

## Реакция

### Россия
«Мы безусловно выступаем за то, чтобы все права косовских сербов были абсолютно обеспечены и чтобы выполнялись все обязательства, которые сторонами были на себя взяты. Для нас самое главное — обеспечить интересы сербов. И, конечно, мы за то, чтобы сторонами предпринимались усилия мирного характера и чтобы эта ситуация урегулировалась дипломатическими путями», — заявил Песков в ходе конференц-колла.

## Комментарии
1. ↑  Заявили о готовности в любой момент защитить безопасность в Косово[6]